# Aeroporto Internazionale Simón Bolívar (Venezuela)
L'Aeroporto Internazionale Simón Bolívar (IATA: CCS, ICAO: SVMI) è un aeroporto situato a circa 21 km da Caracas, in Venezuela.
Chiamato semplicemente Maiquetia dalla popolazione, è il principale fra i dodici aeroporti internazionali del paese. Dal 1960 al 1997 è stato il principale hub per la ex compagnia di bandiera venezuelana VIASA, fino al suo sopraggiunto fallimento.
Gestisce voli per diverse importanti città nelle Americhe, nei Caraibi e in Europa.
Dal 2000 l'aeroporto sta subendo numerosi interventi al fine di raggiungere gli standard internazionali e incrementare la capacità di gestione del traffico passeggeri, la sicurezza, le aree clienti. Dopo l'11 settembre 2001 in particolare la sicurezza è diventata la priorità, ed ora la sala partenze e la sala arrivi sono separate nei livelli superiore ed inferiore dell'aeroporto. Sono attualmente in costruzione nuovi gate internazionali come parte di un piano di espansione e una sezione dell'area parcheggi è stata destinata alla costruzione di un hotel.
L'aeroporto possiede due terminal: domestici (D) e internazionali (I).